# John Jakes
John William Jakes (31 de março de 1932 - 11 de março de 2023)  foi um escritor americano , mais conhecido pela ficção histórica americana.